# Almăj
Almăj es una comuna ubicada en el distrito de Dolj, Rumania.

## Superficie
Posee una superficie de 27,36 kilómetros cuadrados.

## Demografía
Hasta 2021 la población era de 1792 habitantes, con una densidad de población de 65,50 habitantes por kilómetro cuadrado.